# Provincia di Banwa
La provincia di Banwa è una delle 45 province del Burkina Faso, situata nella Regione di Boucle du Mouhoun. Il capoluogo è Solenzo.

## Struttura della provincia
La Provincia di Banwa comprende 6 dipartimenti, di cui 1 città e 5 comuni:

### Città
- Solenzo

### Comuni
- Balavé
- Kouka
- Sami
- Sanaba
- Tansila